# Остробрамська ікона Божої Матері
Остробрамська ікона Божої Матері (лит. Aušros Vartų Dievo Motina, пол. Obraz Matki Boskiej Ostrobramskiej) — чудотворна ікона Богородиці, відноситься до рідкісного типу зображення Богоматері без немовляти в руках (Агіосорітісса). Знаходиться на міських воротах Вільнюса (Остра брама) і шанується як католиками, так і православними.

## Іконографія
Написана темперою на двох з'єднаних дубових дошках товщиною 2 см, покритих тонким шаром ґрунту. Розмір ікони 200х165 см. Відноситься до рідкісного типу зображення Богоматері без немовляти в руках. Детальне дослідження та консервація образу були проведені Яном Рутковським в 1927 році. За технікою, ґрунтовкою і складом фарб встановлено, що образ створений у другій половині XVI століття, ймовірно, італійським художником.
Фігура Богоматері повністю закрита позолоченою срібною сукнею; відкриті тільки схилений набік лик і схрещені руки. Срібною сукнею фігура закрита орієнтовно у 1671 році. Срібний півмісяць в нижній частині образу — вотум 1849 року. На голові дві корони: барочна корона Цариці неба та рокайльна корона королеви Польщі.

## Вшанування ікони
Поклоніння іконі набуло широкого поширення. Образ є найбільшою католицькою святинею Литви, подібно до чудотворної ікони Матері Божої Ченстоховської у Польщі та ікони Богоматері Бердичівської в Україні.
Її копії можна знайти у багатьох храмах Литви, Польщі, України.
У Львові на честь Остробрамської ікони у 1931–1938 роках був побудований костел Матері Божої Остробрамської. Після Другої світової війни костел було закрито і він використовувався як книжковий склад. У 1992 році храм було освячено як греко-католицьку церкву Покрови Пресвятої Богородиці.
У Києві на території колишньої лютеранської лікарні у 2002 році засновано Церкву Остробрамської ікони Божої Матері УПЦ МП (нині ПЦУ).